# Kruis van Verdienste van de Koninklijke Vereniging van Nederlandse Reserve-Officieren
De Koninklijke Vereniging van Nederlandse Reserveofficieren, voordat in 1977 het predicaat Koninklijk verwierf de "Algemene Vereniging van Nederlandse Reserve-Officieren" geheten, heeft een  "Kruis van Verdienste van de Algemene Vereniging van Nederlandse Reserve-Officieren" geheten, ingesteld. 

In tegenstelling tot het door de regering erkende Kruis van de Koninklijke Vereniging van Nederlandse Reserve-Officieren voor de Militaire Prestatietocht (een particuliere onderscheiding), mag het Kruis van Verdienste, niet op een militair uniform worden gedragen.

## Het kruis
Het kruis is een bijna vier centimeter hoog achtarmig leliekruis. Zilverkleurig en aan de voorzijde blauw geëmailleerd. De vier diagonale armen zijn korter dan de staande en liggende armen. Als verhoging is een zilverkleurige beugelkroon bevestigd. Ook in de jaren voordat de Vereniging zich "Koninklijk" mocht noemen was de kroon al aanwezig.
 
In het midden van het kruis is een medaillon aangebracht waarop de leeuw uit het Nederlandse rijkswapen is afgebeeld. De keerzijde van het kruis is vlak. 
Het kruis hangt aan een lint dat is verdeeld in 7 even brede banen rood en blauw. De buitenste banen zijn rood.
Op het lint is een ronde zilverkleurige lauwertak geplaatst.
Op het midden van de baton wordt een verkleinde uitvoering gedragen van de ronde lauwertak.

## Historie
Tot 1970 was het Kruis van Verdienste gelijk aan het aan het in 1937 gestichte en door de regering erkende Kruis van de Koninklijke Vereniging van Nederlandse Reserve-Officieren voor de Militaire Prestatietocht.
Het oorspronkelijke kruis en het lint zijn ontworpen door de reserve-eerste luitenant bij het 5e Regiment Veldartillerie A.R. Klein.